# Adaeum squamatum
Adaeum squamatum is een hooiwagen uit de familie Triaenonychidae. De wetenschappelijke naam van Adaeum squamatum gaat terug op Lawrence.